# Life:) Білорусь
«life:)» (Лайф, з англ. life — життя)  — третій за величиною оператор мобільного зв'язку в Білорусі, веде свою діяльність з листопада 2008 року. Належить компанії ЗАТ «Білоруська мережа телекомунікацій», 100% акцій якої володіє турецький оператор Turkcell. Надає послуги зв'язку стандарту GSM, UMTS і LTE. Кількість абонентів налічує 1,6 млн, 775 тис. з них використовують 3G.
Серед основних конкурентів life:) у Білорусі — А1 та МТС.